# Discografia di Olly
La discografia di Olly, cantautore e rapper italiano, è costituita da due album in studio, un mixtape, quattro EP, trentasei singoli e quarantacinque video musicali (inclusi quelli come artista ospite), pubblicati dal 2016.

## Album in studio
| Anno                                                         | Titolo e dettagli | Classifiche | Classifiche | Certificazioni     | Unità           |
| Anno                                                         | Titolo e dettagli | ITA         | SWI         | Certificazioni     | Unità           |
| ------------------------------------------------------------ | --- | ----------- | ----------- | ------------------ | --------------- |
| 2023                                                         | Gira, il mondo gira (con Jvli) - Pubblicato: 10 febbraio 2023 - Etichetta: Aleph, Epic - Formati: CD, LP, download digitale, streaming | 13          | —           | - ITA: Platino     | - ITA: 50 000+  |
| 2024                                                         | Tutta vita (con Jvli) - Pubblicato: 25 ottobre 2024 - Etichetta: Epic - Formati: CD, LP, download digitale, streaming                  | 1           | 40          | - ITA: Platino (4) | - ITA: 200 000+ |
| "—" indica una pubblicazione non classificata in quel paese. | |             |             |                    |                 |

## Mixtape
| Anno | Titolo e dettagli |
| ---- | --- |
| 2016 | Piacere mixtape (con i Madmut Branco) - Pubblicato: 2016 - Etichetta: Indipendente - Formati: CD, download digitale, streaming |

## Extended play
| Anno | Titolo e dettagli |
| ---- | --- |
| 2017 | Namaste (con Matsby) - Pubblicato: 17 luglio 2017 - Etichetta: Indipendente - Formati: CD, download digitale, streaming         |
| 2018 | CRY4U (con Yanomi) - Pubblicato: 15 giugno 2018 - Etichetta: Indipendente - Formati: CD, download digitale, streaming           |
| 2020 | Io sono (con Jvli e Yanomi) - Pubblicato: 6 novembre 2020 - Etichetta: Indipendente - Formati: CD, download digitale, streaming |
| 2022 | Il mondo gira (con Jvli) - Pubblicato: 16 dicembre 2022 - Etichetta: Aleph, Epic - Formati: CD, download digitale, streaming    |

## Singoli

### Come artista principale
| Anno                                                         | Titolo                                             | Classifiche | Classifiche | Certificazioni     | Unità           | Album di provenienza |
| Anno                                                         | Titolo                                             | ITA         | SWI         | Certificazioni     | Unità           | Album di provenienza |
| ------------------------------------------------------------ | -------------------------------------------------- | ----------- | ----------- | ------------------ | --------------- | -------------------- |
| 2018                                                         | Bla-Bla Car (con Yanomi)                           | —           | —           |                    |                 | /                    |
| 2019                                                         | Bevi (con Eames)                                   | —           | —           |                    |                 | /                    |
| 2019                                                         | Best seller (feat. Alfa)                           | —           | —           |                    |                 | /                    |
| 2019                                                         | Il primo amore (con Yanomi)                        | —           | —           |                    |                 | /                    |
| 2019                                                         | Dimmi quando (con Yanomi)                          | —           | —           |                    |                 | /                    |
| 2020                                                         | Non mi va (con Yanomi)                             | —           | —           |                    |                 | /                    |
| 2020                                                         | Mai e poi mai (con Yanomi)                         | —           | —           |                    |                 | Io sono              |
| 2020                                                         | Winston Blue (con Yanomi)                          | —           | —           |                    |                 | Io sono              |
| 2021                                                         | Se ti calma (con Jvli)                             | —           | —           |                    |                 | /                    |
| 2021                                                         | Non ho paura (con Oliver Green e Jvli)             | —           | —           |                    |                 | /                    |
| 2021                                                         | Lego (con Jvli)                                    | —           | —           |                    |                 | /                    |
| 2021                                                         | La notte (RMX) (Arisa)                             | —           | —           |                    |                 | /                    |
| 2021                                                         | Hai fatto bene (con Jvli)                          | —           | —           |                    |                 | /                    |
| 2022                                                         | Scuba Diving (con Joe Viegas e Jvli)               | —           | —           |                    |                 | /                    |
| 2022                                                         | Un'altra volta (con Jvli)                          | —           | —           |                    |                 | Il mondo gira        |
| 2022                                                         | Siamo noi (con Oliver Green, Jvli e Axos)          | —           | —           |                    |                 | /                    |
| 2022                                                         | Fidati di me (con Mida e Jvli)                     | —           | —           |                    |                 | /                    |
| 2022                                                         | Fammi morire (con Jvli)                            | —           | —           |                    |                 | Il mondo gira        |
| 2022                                                         | L'anima balla (con Jvli)                           | —           | —           |                    |                 | Il mondo gira        |
| 2023                                                         | Polvere                                            | 14          | —           | - ITA: Platino     | - ITA: 100 000+ | Gira, il mondo gira  |
| 2023                                                         | La notte vola (RMX) (con Jvli e Lorella Cuccarini) | —           | —           | - ITA: Oro         | - ITA: 50 000+  | Gira, il mondo gira  |
| 2023                                                         | Tutto con te (con Jvli)                            | —           | —           |                    |                 | Gira, il mondo gira  |
| 2023                                                         | A squarciagola (con Jvli)                          | 77          | —           | - ITA: Oro         | - ITA: 100 000+ | Tutta vita           |
| 2024                                                         | Devastante (con Jvli)                              | 10          | —           | - ITA: Platino (3) | - ITA: 300 000+ | Tutta vita           |
| 2024                                                         | Non credo più a niente (con Ex-Otago)              | —           | —           |                    |                 | Auguri               |
| 2024                                                         | Ho voglia di te (con Jvli ed Emma)                 | 20          | —           | - ITA: Platino     | - ITA: 100 000+ | /                    |
| 2024                                                         | Per due come noi (con Angelina Mango e Jvli)       | 1           | —           | - ITA: Platino (2) | - ITA: 200 000+ | Tutta vita           |
| 2024                                                         | Quei ricordi là (con Jvli)                         | 15          | —           | - ITA: Oro         | - ITA: 50 000+  | Tutta vita           |
| 2025                                                         | Balorda nostalgia (con Jvli)                       | 1           | 6           | - ITA: Platino (2) | - ITA: 400 000+ | Tutta vita           |
| 2025                                                         | Depresso fortunato (con Juli)                      | 8           | —           |                    |                 | Tutta vita           |
| "—" indica una pubblicazione non classificata in quel paese. |                                                    |             |             |                    |                 |                      |

### Come artista ospite
| Anno | Titolo                                            | Album di provenienza |
| ---- | ------------------------------------------------- | -------------------- |
| 2017 | Chiara Ferragni (Alfa feat. Olly e Matsby)        | /                    |
| 2018 | Amigos (remix) (Vagae feat. Olly e CLVB)          | /                    |
| 2019 | La chiave (Jacopo Bagorda feat. Olly)             | /                    |
| 2019 | No Money (Plasma 8003 feat. Alfa e Olly)          | /                    |
| 2019 | Diverso (Matsby e Joe Viegas feat. Olly e Yanomi) | /                    |
| 2021 | Bevo tutta la notte (Alfa feat. Drast e Olly)     | Nord                 |

## Altri brani entrati in classifica e/o certificati
| Anno | Titolo                                                 | Classifiche | Certificazioni | Unità           | Album di provenienza |
| Anno | Titolo                                                 | ITA         | Certificazioni | Unità           | Album di provenienza |
| ---- | ------------------------------------------------------ | ----------- | -------------- | --------------- | -------------------- |
| 2023 | Menomale che c'è il mare (con Jvli)                    | 40          | - ITA: Oro     | - ITA: 50 000+  | Gira, il mondo gira  |
| 2023 | Bianca (con Jvli)                                      | 80          |                |                 | Gira, il mondo gira  |
| 2024 | È festa (con Jvli)                                     | 59          |                |                 | Tutta vita           |
| 2024 | I cantieri del Giappone (con Jvli)                     | 57          |                |                 | Tutta vita           |
| 2024 | Noi che (con Jvli)                                     | 60          |                |                 | Tutta vita           |
| 2024 | A noi non serve far l'amore (con Jvli)                 | 66          |                |                 | Tutta vita           |
| 2024 | Sopra la stessa barca (con Jvli feat. Enrico Nigiotti) | 62          |                |                 | Tutta vita           |
| 2024 | Scarabocchi (con Jvli)                                 | 6           | - ITA: Platino | - ITA: 200 000+ | Tutta vita           |

## Collaborazioni
| Anno | Titolo                                     | Album di provenienza                |
| ---- | ------------------------------------------ | ----------------------------------- |
| 2019 | Black Room Posse (Eames e FJLO feat. Olly) | IV                                  |
| 2023 | Cadere giù (Dani Faiv feat. Olly)          | Teoria del contrario mixtape vol. 2 |

## Autore e compositore per altri artisti
| Anno | Titolo                | Artista              | Album di provenienza      |
| ---- | --------------------- | -------------------- | ------------------------- |
| 2023 | L'unica cosa che vuoi | Boomdabash           | Venduti                   |
| 2023 | Tutta un'altra storia | Boomdabash           | Venduti                   |
| 2024 | Amore disperato       | Achille Lauro        | Comuni mortali            |
| 2024 | Hangover              | Emma feat. Baby Gang | Souvenir Extended Edition |
| 2024 | Tacchi (fra le dita)  | Sarah Toscano        | /                         |
| 2025 | Domani chissà         | Rocco Hunt           | Ragazzo di giù            |

## Video musicali
| Anno | Titolo                      | Regista/i                             |
| ---- | --------------------------- | ------------------------------------- |
| 2018 | Bla-Bla Car                 | Guido Bregante                        |
| 2018 | Bevi                        | Guido Bregante                        |
| 2019 | Il primo amore              | Guido Bregante                        |
| 2019 | Dimmi quando                | Guido Bregante                        |
| 2020 | Non mi va                   | Guido Bregante                        |
| 2020 | Mai e poi mai               | Guido Bregante e Leonardo Del Bene    |
| 2020 | Winston Blue                | Guido Bregante                        |
| 2021 | Se ti calma                 | Guido Bregante                        |
| 2021 | Non ho paura                | Mattia Di Tella                       |
| 2021 | Lego                        | Guido Bregante e Tommaso Bordonaro    |
| 2021 | La notte (RMX)              | Guido Bregante                        |
| 2021 | Hai fatto bene              | Matteo Croci                          |
| 2022 | Scuba Diving                | Matteo Croci                          |
| 2022 | Siamo noi                   | Mattia Di Tella                       |
| 2022 | Fammi morire                | Tommaso Bordonaro                     |
| 2022 | L'anima balla               | Byron Rosero                          |
| 2022 | Fammi morire                | Tommaso Bordonaro e Megan Stancanelli |
| 2022 | Un'altra volta              | Tommaso Bordonaro e Megan Stancanelli |
| 2022 | Una vita                    | Tommaso Bordonaro e Megan Stancanelli |
| 2022 | Ho un amico                 | Tommaso Bordonaro e Megan Stancanelli |
| 2023 | Menomale che c'è il mare    | Tommaso Bordonaro e Megan Stancanelli |
| 2023 | L'amore va                  | Tommaso Bordonaro e Megan Stancanelli |
| 2023 | Tutto male                  | Tommaso Bordonaro e Megan Stancanelli |
| 2023 | Bianca                      | Tommaso Bordonaro e Megan Stancanelli |
| 2023 | Canto alla luna             | Tommaso Bordonaro e Megan Stancanelli |
| 2023 | Polvere                     | Nicola Bussei e Asia J. Lanni         |
| 2023 | Tutto con te                | Amedeo Zancanella                     |
| 2023 | A squarciagola              | Amedeo Zancanella                     |
| 2024 | Devastante                  | Amedeo Zancanella                     |
| 2024 | Ho voglia di te             | Amedeo Zancanella                     |
| 2024 | Per due come noi            | Simone Peluso                         |
| 2024 | È festa                     | Giulio Rosati                         |
| 2024 | I cantieri del Giappone     | Giulio Rosati                         |
| 2024 | Per due come noi            | Giulio Rosati                         |
| 2024 | Quei ricordi là             | Giulio Rosati                         |
| 2024 | Noi che                     | Giulio Rosati                         |
| 2024 | Devastante                  | Giulio Rosati                         |
| 2024 | A noi non serve far l'amore | Giulio Rosati                         |
| 2024 | Sopra la stessa barca       | Giulio Rosati                         |
| 2024 | La lavatrice si è rotta     | Giulio Rosati                         |
| 2024 | Scarabocchi                 | Giulio Rosati                         |
| 2024 | A squarciagola              | Giulio Rosati                         |
| 2024 | Il campione                 | Giulio Rosati                         |
| 2025 | Balorda nostalgia           | Giulio Rosati                         |
| 2025 | Depresso fortunato          | Samuele Giunta                        |